# (32222) Charlesvest
(32222) Charlesvest (2000 OD23) – planetoida z grupy pasa głównego asteroid okrążająca Słońce w ciągu 4,66 lat w średniej odległości 2,79 j.a. Odkryta 23 lipca 2000 roku.